# Empada de Estetino

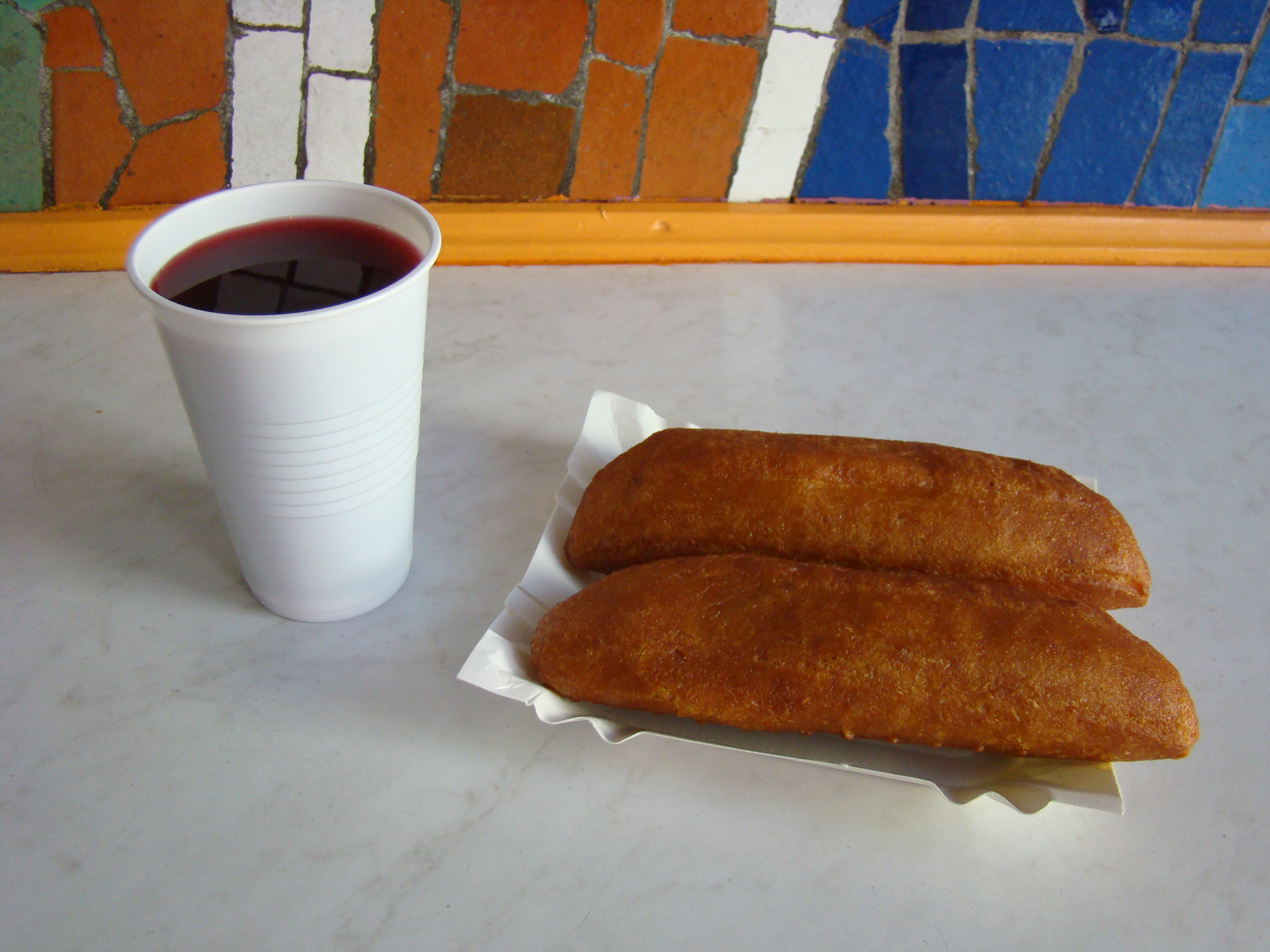
Empada de Estetino com borsch

Empada de Estetino (em polonês/polaco:  pasztecik szczeciński) é uma massa frita recheada com misturas com ou sem carne, um prato típico de Estetino (Szczecin), Polônia. O recheio consiste em carne de porco, repolho com cogumelos ou queijo e cogumelo. A massa é frágil a partir do exterior, mas o interior é uma textura macia e delicada. A empada é geralmente servida com borsch.
Desde 2015, o dia 20 de outubro é celebrado como o Dia da Empada de Estetino.